# La Wally
La Wally är en opera i fyra akter av Alfredo Catalani med text av Luigi Illica efter Wilhelmine von Hillerns roman Die Geier-Wally. 

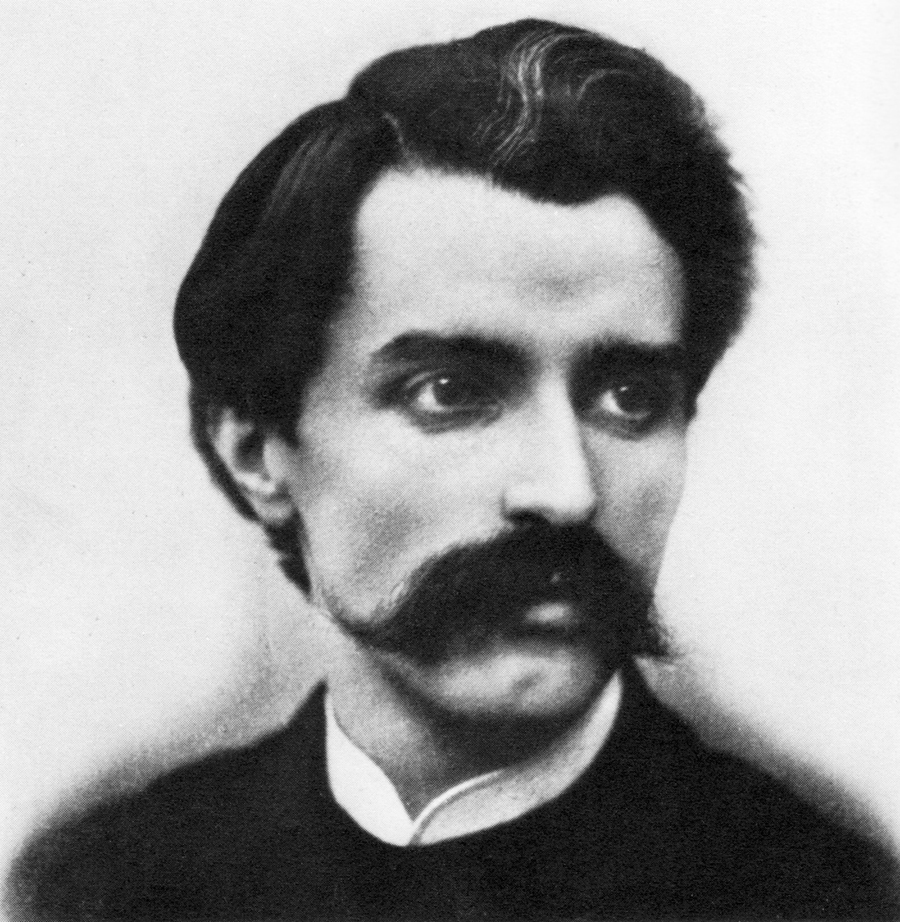
Alfredo Catalani

## Historia
Catalani hittade motivet för sin opera i en tysk novell som återgavs i en tidning i Milano. Han såg genast möjligheterna om han ändrade det lyckliga slutet så att historien fick en tragisk utgång. Han förmådde den berömde librettisten Illica att skriva texten och komponerade musiken under 1891. Premiären den 20 januari 1892 på La Scala blev en succé. När dirigenten Toscanini senare samma år dirigerade operan i Lucca blev han så hänförd att han uppkallade en dotter efter titelpersonen.
La Wally är i sin sceniska och musikaliska uppbyggnad orienterad mot det sena 1800-talet franska operamodell. Det finns även vissa beröringspunkter med verismen. Den förbittrade lidelse som Gellner ger uttryck för i sina båda större solonummer i först och andra akten kan jämföras med Canios eller Beppos i Pajazzo av Ruggiero Leoncavallo. Trots att texten är på italienska, har operan det tyska inflytandet att tacka för den färgstark och rika harmoniken. För att ge en tyrolsk atmosfär återfinns musikaliska egenheter som ländlermelodik och joddling. Den tyska lokalfärgen framstod säkert som exotisk i Italien. 
Wally (förkortning för Walburga) gömmer sin känslosamhet bakom manlig råhet. I romanen får hon det berömmande smeknamnet Geier-Wally (Gam-Wally) efter att ha klättrat upp i bergen och hämtat en gamunge, som hon sedan skänker till fadern. Wally är en modig och osjälvisk, hämndgirig och sårbar flicka, som faller offer för intriger, men som också anstiftar ett mordförsök. Det unika med kvinnan i Catalanis och Illicas version är att Wally inser att hon själv bär ansvaret för sitt öde och accepterar detta utan självömkan, en hållning som inom verismen annars bara var förbehållen männen.
Catalani har mycket gemensamt med Puccini, det gäller även hans sinne för bitterljuvt vemod med en bevekande elegisk grundstämning, och för de stora orkesterförspelen till de enskilda akterna. Toscanini ansåg Catalani vara en stor talang, som på grund av sin alltför tidiga död inte fick utvecklas till fullo.

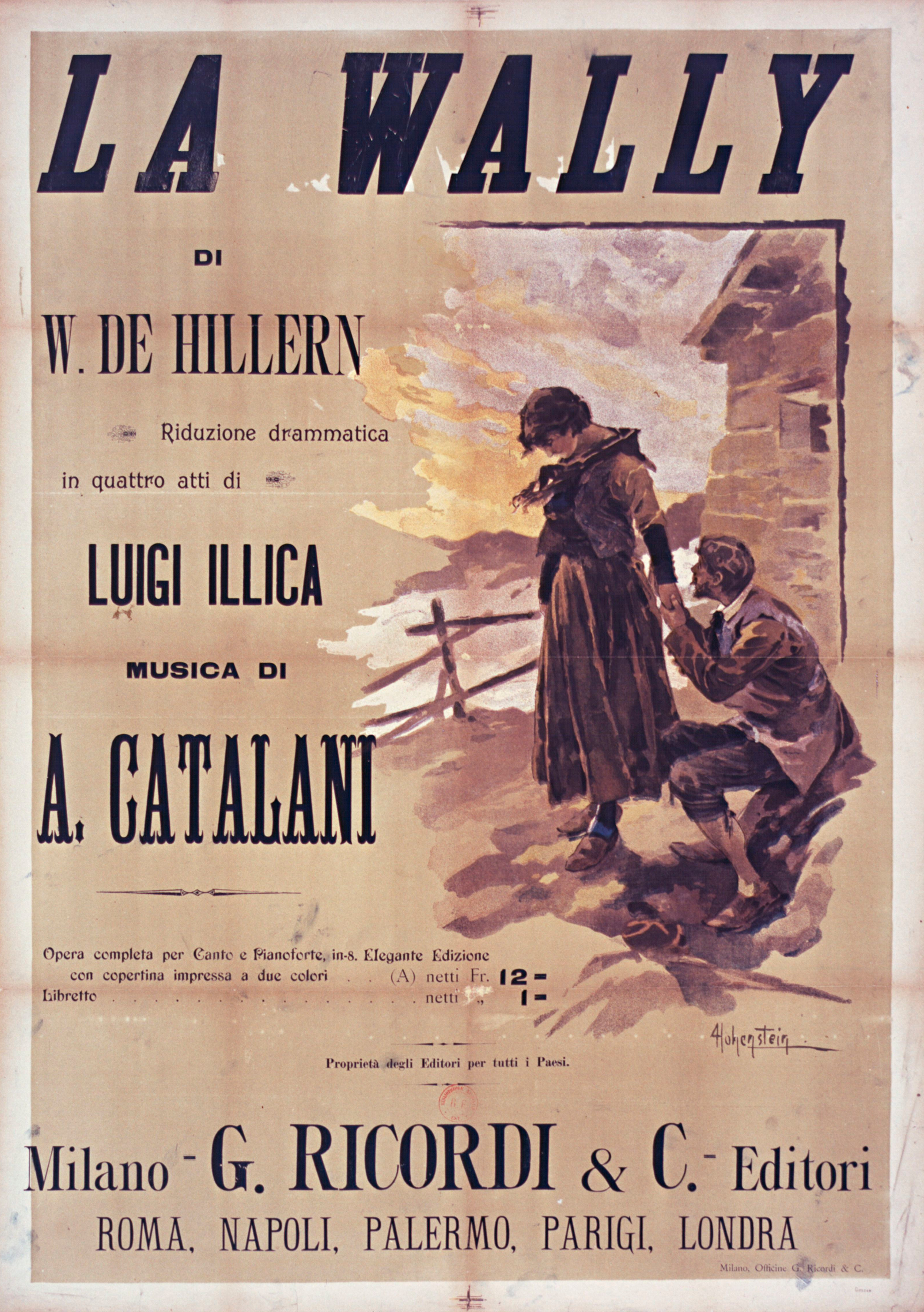
Affisch till La Wally.

I operans första akt förekommer en av operalitteraturens mest kända sopranarior: Ebben? Ne andrò, lontana (Nåväl, jag tar nu avsked).
Operan slutar mycket dramatiskt med att hjältinnan kastar sig in i en lavin för att i döden förenas med sin älskade.

## Personer
- Wally (sopran)
- Stromminger, hennes far (basstämma)
- Afra, värdshusvärdinna (mezzosopran)
- Walter, cittraspelare (sopran)
- Giuseppe Hagenbach från Sölden (tenor)
- Vincenzo Gellner från Hochstoff (baryton)
- Schnals budbärare (basstämma)

## Handling
Akt 1
I den tyrolska bergsbyn Hochstoff firar Wally far Stromminger sin 70-årsdag med en skyttetävling som vinns av Vincenzo Gellner. Han
älskar Wally och ber fadern om hennes hand. Wallys vän sångaren Walter underhåller gästerna och när jägaren Giuseppe Hagenbach, som är son till Strommingers gamle fiende, kommer skryter han med en björn han just har skjutit. Stromminger förolämpar honom och de råkar i slagsmål så att Wally måste skilja dem åt. I Hagenbach känner hon nämligen igen den unge man hon har förälskat sig i. Gellner påpekar för Stromminger att hans dotter har fallit för hans fiende, och Stromminger tvingar dottern att välja mellan att gifta sig med Gellner eller lämna hemmet. Wally drar upp i bergen.
Akt 2
Wallys far har dött och hon är nu dubbelt eftertraktad som rik arvtagerska. Hon har slagit sig ner i Sölden. Här träffar hon återigen Hagenbach, som nu är förlovad med värdshusvärdinnan Afra, och även Gellner som inte har lyckats glömma henne. Hagenbach tycker att Wally är kall och avvisande och slår vad om att han skall kyssa henne under en dans. Det lyckas men då Wally förstår att han inte menade allvar utan enbart gjorde det för att vinna ett vad, blir hon rasande. Gellner intalar henne att jägaren älskar värdshusvärdinnan Afra. Wally förolämpar Afra. Hagenbach är omedveten om Wallys kärlek, men känner sig förpliktad att ta Afra i försvar mot Wally. Han gör Wally till åtlöje inför folket, men grips nu själv av kärlek till den högdragna flickan. Hon anar emellertid inte att han har förälskat sig i henne, utan lovar att gifta sig med Gellner, under förutsättning att denne mördar Hagenbach.
Akt 3
Redan samma natt har Wally och Hagenbach svåra samvetsförebråelser. När Wally återvänder hem till Hochstoff, vill hon varna Hagenbach, men ett oväder hindrar henne från att vända tillbaka till Sölden. Men det mod som Wally har visat under festen får Hagenbach att under natten bege sig till Hochstoff för att be henne om förlåtelse och samtidigt bekänna sin kärlek. Gellner knuffar ner Hagenbach i en klyfta men han överlever. Wally klättrar själv ner i djupet med ett rep och räddar honom. När han har lyfts upp kysser Wally honom och säger till Afra att hon nu har återgäldat den kyss hon fick under dansen och att Afra får behålla Hagenbach. Hon beger sig åter ensam upp i bergen.
Akt 4
Wally lever ensam i bergen och vill aldrig mer återvända till byn. Walter letar reda på henne och försöker övertala henne att komma ned till byn igen eftersom det är farligt att vistas i bergen på vintern. Wally vägrar men hon ändrar sig när Hagenbach kommer till henne för att äntligen bekänna sin kärlek. Hon erkänner att det var hon som låg bakom att han kastades ner i klyftan men han förstår att det var av kränkt kärlek och förlåter henne. När nu alla hinder verkar ha övervunnits, får ett snöskred jägaren att störta ned i avgrunden. Wally följer sin älskade i döden.